# 자유 리비아 공군
자유 리비아 공군(القوات الجوية ليبيا الحرة)은 리비아 과도국가위원회 소속의 공군으로, 현 체제 지지자를 떠난 군인들과 점유한 항공기로 2011년 리비아 봉기에서 반카다피 세력과 공동 전선을 폈다.
2011년 3월 13일, 알리 아티이야는 미티가 국제공항에서 리비아 공군의 대령이 되었으나, 트리폴리 근처를 떠나 혁명에 합세하였다.